# Aeroporto Internacional Alfredo Vásquez Cobo
O Aeroporto Internacional General Alfredo Vásquez Cobo (em castelhano:  Aeropuerto Internacional General Alfredo Vásquez Cobo) (IATA: LET, ICAO: SKLT) é um aeroporto colombiano localizado na cidade de Leticia, no departamento de Amazonas, tendo fronteira terrestre com o Brasil na cidade de Tabatinga e pelo rio Amazonas com o Peru. É o maior aeroporto no sul do país e do departamento colombiano de Amazonas. Atualmente passa pela construção de um novo e grande terminal para atender a maior demanda de passageiros.

## Companhias Aéreas e Destinos
| Companhias               | Cidades                                             | Aliança       |
| ------------------------ | --------------------------------------------------- | ------------- |
| Avianca 1 destino        | Doméstico (1): Bogotá                               | Star Alliance |
| LATAM Colômbia 1 destino | Doméstico (1): Bogotá                               | Oneworld      |
| Satena 3 destinos        | Domésticos (3): La Chorrera / La Pedrera / Tarapacá | N/A           |